# Osilnica
Osilnica (pronunciación: [ɔˈsiːu̯nitsa]; alemán: Ossiunitz) es una localidad eslovena, capital del municipio homónimo en el suroeste del país.
En 2018 tenía 76 habitantes.
Se conoce la existencia de la localidad desde 1365, cuando se menciona como "Ossiwniz". Su principal monumento es la iglesia de San Pedro y San Pablo, templo de planta cruciforme que fue construido en 1876 sobre un templo anterior del siglo XVI.
Se ubica en la frontera con Croacia, a orillas de la confluencia de los ríos Čabranka y Kolpa. Al otro lado del río se ubica la localidad croata de Hrvatsko.